# Luigi Fantini (speleologo)
Luigi Fantini (San Lazzaro di Savena, 22 marzo 1895 – Bologna, 12 ottobre 1978) è stato un archivista, speleologo e archeologo italiano autodidatta che operò nel territorio dell'Appennino bolognese.

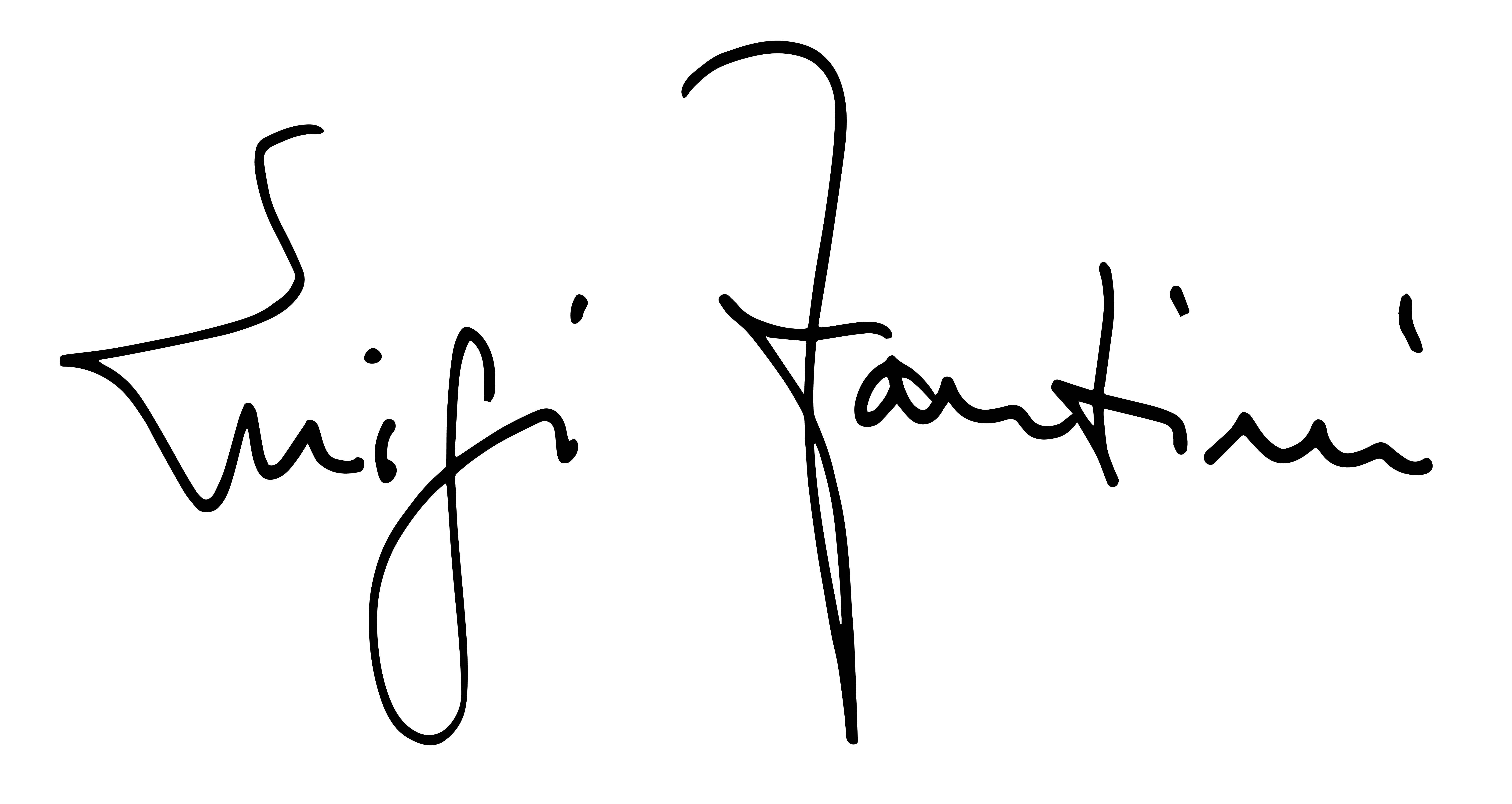
Firma

Fondatore del Gruppo Speleologico Bolognese (GSB), a lui si deve la scoperta di innumerevoli cavità nei gessi bolognesi e il ritrovamento di reperti preistorici paleolitici di grande valore scientifico. Per i suoi importanti studi e per la sua passione per il territorio sono oggi a lui dedicati scuole, vie, tre musei ed un percorso escursionistico intitolato “Via del Fantini”.

## Biografia

### La giovinezza

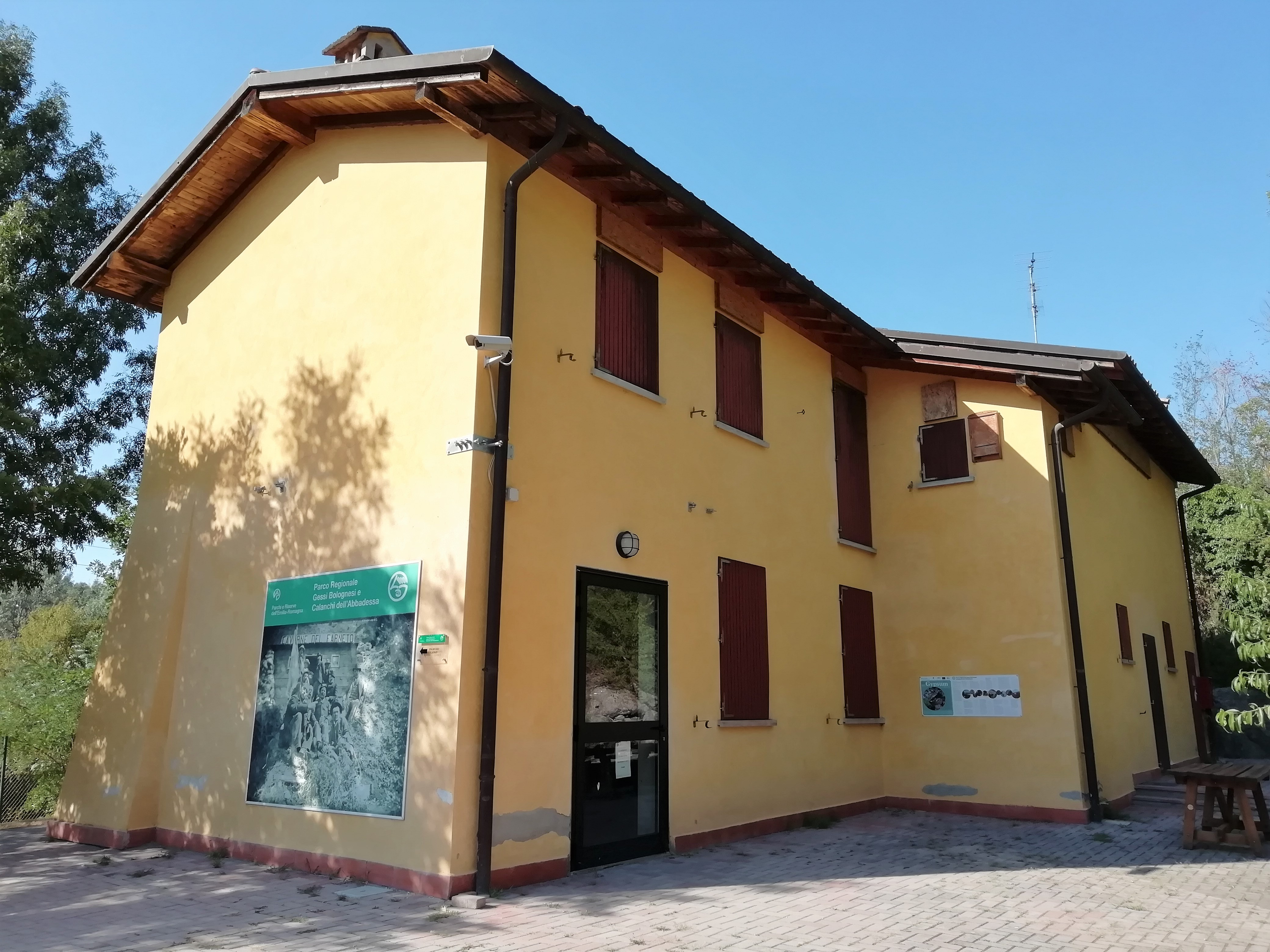
Casa Fantini, oggi centro visite del parco

Luigi Fantini nacque il 22 marzo 1895 in Valle di Zena, vicino alla località Farneto. La sua abitazione è oggi sede del Parco Regionale dei Gessi Bolognesi e dei Calanchi dell’Abbadessa (Centro visite “Casa Fantini”). La grotta del Farneto distava poche centinaia di metri da dove abitava e sin da ragazzo Fantini entrò in sintonia con questo luogo tanto importante dal punto di vista archeologico e speleologico. Sin dal 1910 egli faceva da guida ai numerosi turisti che venivano da Bologna in carrozza per visitare uno dei siti più interessanti della preistoria bolognese.
La vita e il lavoro nei boschi e nei campi, la particolare curiosità nei confronti della natura e della gente, e soprattutto la passione per la lettura fecero di Fantini un giovane intellettualmente vivace e aperto, sebbene non avesse mai avuto la possibilità di proseguire gli studi oltre la quinta elementare.
All’età di 20 anni, l'esperienza militare nella prima guerra mondiale sull'Altopiano di Asiago, tra il 1915 e il 1918, gli lasciò ricordi strazianti. Al termine del conflitto bellico poté ritornare tra le sue colline per proseguire le sue ricerche sul territorio.

### Le scoperte archeologiche
Nel 1924 un vasto fronte di frana staccatosi dalla parete della cava di gesso situata accanto alla grotta del Farneto, portò Fantini a scoprire un riparo sottoroccia ed alcuni manufatti preistorici. Dallo stesso riparo dieci anni dopo vennero rinvenuti un cranio umano associato a frammenti in vaso, strumenti in selce e conchiglie lavorate. Trent'anni più tardi, nel 1954, una grande frana mise in luce una grande quantità di resti scheletrici umani accompagnati da manufatti di grande valore scientifico che chiariva la natura funeraria del Sottoroccia, all’età del Rame.
Con queste scoperte iniziava la vita di paletnologo, paleontologo, mineralogista e naturalista di Fantini. Nel 1925 aveva lasciato il Farneto e si era trasferito in città perché assunto dal Comune di Bologna, prima come inserviente, poi come applicato per raggiungere infine la qualifica di archivista in Palazzo d’Accursio.
Ispirandosi agli scritti di Giovanni Capellini sui manufatti litici scoperti nel 1861 presso la località Croara Luigi Fantini nel 1927 raccolse i primi manufatti in selce del Paleolitico medio (Musteriano evoluto). I successivi dieci anni di ricerche portarono alla scoperta di centinaia di importanti reperti risalenti al Paleolitico.
Nel corso degli anni alcune scoperte di Luigi Fantini vennero accolte con un certo scetticismo dal mondo accademico. L’incontro avvenuto nel 1935 con Pericle Ducati, direttore del Museo Civico Archeologico di Bologna, professore di Archeologia all’Università, infatti ebbe pessimi risultati. La differenza tra il mondo accademico e gli appassionati autodidatti come Fantini costituiva ancora un ostacolo notevole.
Fantini tuttavia non si scoraggiò e continuò le sue ricerche sistematiche e capillari sui terrazzi alluvionali dello Zena e dell’Idice e in diverse zone dei Gessi alla ricerca del Paleolitico: da numerose località vennero alla luce utensili “scheggiati dalla mano dall’uomo" su ciottolo e su scheggia. Nel 1955 vennero scoperti nel letto dell'Idice e sulle colline di Varignana due strumenti bifacciali (amigdale) riferibili al Paleolitico inferiore-medio.

### La speleologia
A partire dal 1930 con le ricognizioni nelle doline all’interno del territorio dei Gessi Bolognesi, iniziarono anche le prime esplorazioni delle decine di grotte e cavità carsiche che si aprivano al loro interno. Il 7 novembre 1932, l'allargamento di un passaggio alla base di un pozzo nel Buco delle Candele da parte di Fantini e di altri appassionati segnò l’atto di fondazione del Gruppo Speleologico Bolognese (GSB), che il 27 giugno 1933 entrò a far parte del Club Alpino Italiano. Sempre nel 1932 viene scoperta la grotta della Spipola: all'epoca la più estesa cavità carsica in rocce gessose d'Europa. Nel 1934 L. Fantini, presidente del GSB pubblicò la celebre monografia dal titolo Le Grotte Bolognesi, un repertorio delle numerose scoperte fatte sino a quel momento nel Bolognese. Le esplorazioni in profondità portarono alla individuazione di specie viventi sconosciute come un insetto che, scoperto nel 1933, prese appunto il nome di Fantini (la Triphleba fantinii). Nel campo della paleontologia Fantini iniziò poi ad interessarsi alla microfauna fossile e ai foraminiferi presente nelle argille scagliose dei calanchi bolognesi.
Nel periodo 1935-1939 Fantini iniziò ad interessarsi anche dei minerali e quindi le ricognizioni periodiche nelle vallate appenniniche tenevano conto e registravano tutto quanto aveva attinenza con la natura e con l'uomo. Migliaia di immagini di interni di grotte e di canaloni costituiscono la documentazione delle grotte che Fantini faceva con la fotografia su lastra. Sono noti e celebrati i due apparecchi fotografici che egli utilizzò nel corso della sua vita, dalla Voigtländer 9x12 alla definitiva Zeiss 10x15. Alle foto di interno delle grotte si affiancarono sempre più le foto di esterno soprattutto dell’Appennino: dei paesaggi naturali e di case, torri e chiese.

### Le perlustrazioni dell'Appennino bolognese

Foto di villa l'Abbadia dal volume di fotografia di Luigi Fantini Antichi edifici della montagna bolognese, Bologna, Alfa, 1971-1972.

Nel 1942 Fantini fu temporaneamente distaccato presso il Genio Civile di Bologna, con l’incarico di censire le sorgenti delle vallate del Savena e dello Zena. Ebbe così l'occasione di spostarsi liberamente e di fotografare senza alcun impedimento paesaggi ed edifici. A novembre del 1942 più di 300 lastre erano state impressionate. Le numerose foto realizzate da Fantini ci hanno tramandato l'aspetto delle antiche costruzioni e delle architetture dell'Appennino bolognese prima delle distruzioni perpetrate dagli eventi bellici della Seconda Guerra Mondiale.
I pesanti bombardamenti del 1944 spazzarono via o danneggiarono gran parte della storia di case, torri, chiese e borgate della montagna bolognese. Nel 1945, dopo la fine del conflitto, Luigi Fantini riprese il lavoro di documentazione fotografica e per molti edifici poté purtroppo constatare la gravità della devastazione bellica.
Un volume pubblicato nel 1960 dal titolo Torri e case antiche nell'Appennino bolognese documentava parte del lavoro svolto, e dieci anni più tardi (1971), grazie al mecenatismo della Cassa di Risparmio di Bologna, videro la luce i due ponderosi volumi Antichi edifici della Montagna bolognese, i quali rappresentano una fondamentale fonte documentaria sull'architettura e sulla cultura tradizionali delle comunità vissute nell'Appennino bolognese prima dell'esodo verso la città a partire dal dopoguerra.
Nel 1957 Fantini fu insignito della medaglia di bronzo ai benemeriti dell'arte, cultura e scuola da parte del Ministero della Pubblica Istruzione, e in seguito della medaglia d'oro assegnata dal Comune di Bologna per l'assidua opera svolta a servizio della cittadinanza.
Le scoperte archeologiche non si fermarono: nel 1958, tra le ghiaie dell'Idice dopo una piena del fiume, scoprì tre elementi circolari di macina e, poco lontano, due pozzi di età romana in mattoni manubriati curvilinei.

### Gli ultimi anni

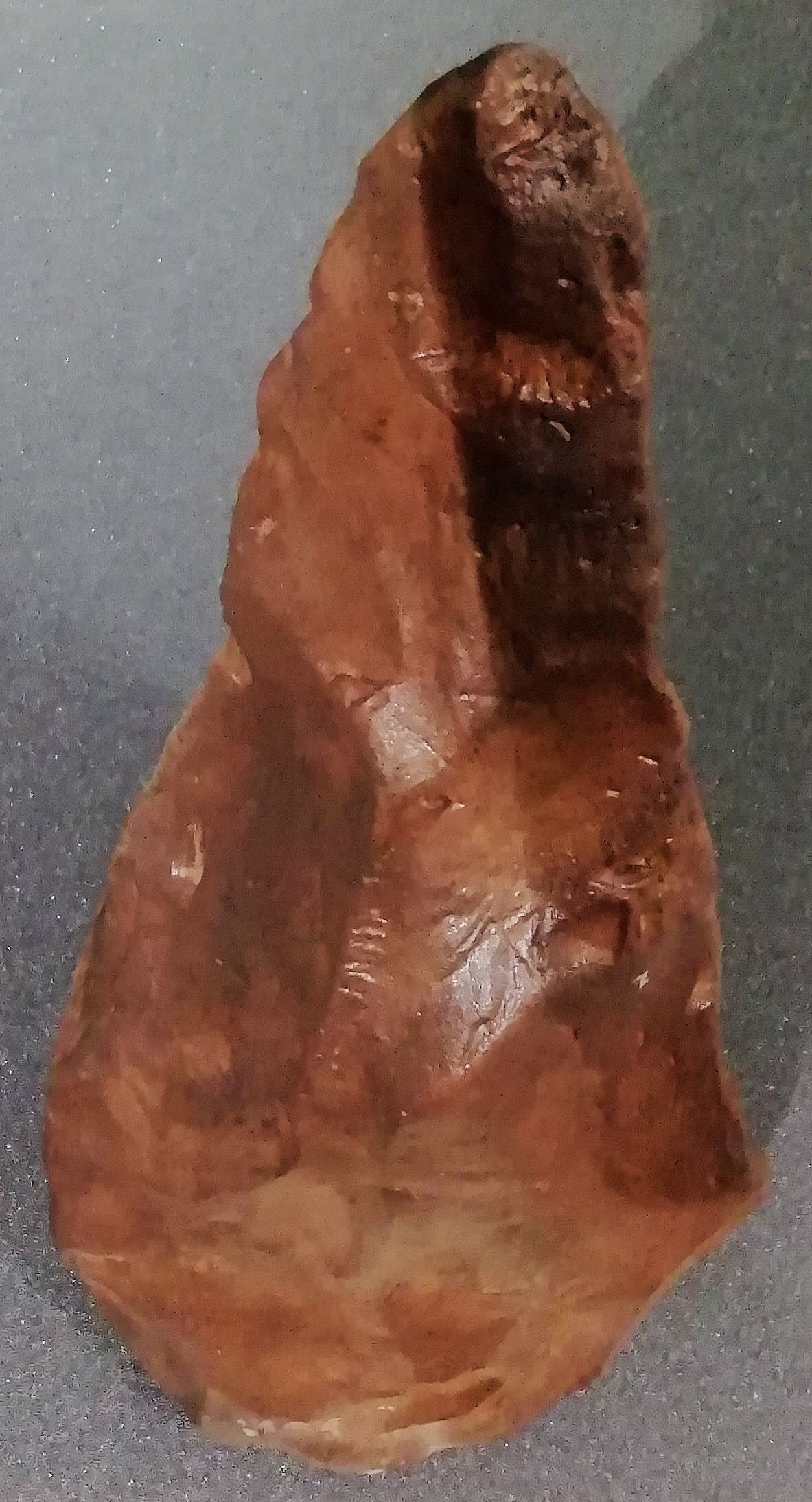
Bifacciale amigdaloide. Reperto in ftanite con tracce di fluitazione trovato da Fantini nel 1955 nell'Idice, nei pressi della Borgatella. Coll. Museo della preistoria Luigi Donini

Andato in pensione nel 1960, Fantini divenne una presenza costante nelle sale della Preistoria del Museo Civico Archeologico di Bologna dove, come guida volontaria, illustrava alle scuole o al pubblico i manufatti del Paleolitico, mostrando le modalità con cui venivano fabbricati gli strumenti litici dagli antichi, attraverso la scheggiatura di ciottoli recuperati nel letto dell'Idice e dello Zena. Nel 1962 in occasione del VI Congresso Internazionale di Scienze Preistoriche e Protostoriche di Roma, allestisce al Museo Civico Archeologico di Bologna una mostra delle più recenti scoperte preistoriche in Emilia-Romagna.
Il 21 ottobre 1962 estrasse dalle conglomerati ghiaiosi (puddinghe) del Monte delle Formiche un chopper di ftanite. Si trattò del primo di una serie controversa di presunti manufatti inglobati nei conglomerati del Pliocene superiore.
Nel 1965, durante una perlustrazione sulle colline intorno a Pianoro, Luigi Fantini trovò un raro esemplare di vite, scampata probabilmente alla devastante Phyllossera vastatrix, l'epidemia di filossera che alla fine dell'800 fece scomparire buona parte dei vigneti europei. La pianta, di età considerevole, con un tronco di circa 120 cm di circonferenza e tralci di oltre 10 metri, appartiene ad una varietà antica di cui, al tempo della scoperta, era l'unico esemplare. La vite “centenaria del Fantini” venne poi recuperata e diffusa per le ottime proprietà vinicole dell'uva.
Il 12 ottobre 1978 Luigi Fantini muore e rispettando il suo desiderio viene sepolto nel cimitero del Monte delle Formiche.

## L'eredità di Luigi Fantini
Egli amava definirsi “Ricercaro Appennico”, da appassionato studioso e curioso per eccellenza ci ha lasciato 36 pubblicazioni, tra articoli, saggi e volumi relativi ai multiformi interessi scientifici della sua vita: preistoria, paletnologia, archeologia, paleontologia, scienze naturali, speleologia, mineralogia, folklore, storia e architettura.
Oltre a scuole, e vie, diffuse in tutto il territorio Bolognese, a lui è staio intitolato il Museo archeologico di Monterenzio, la cui prima sede fu inaugurata il 19 marzo 1983. Dedicato allo studioso che consacrò gran parte della sua vita alla conoscenza della storia dell'Appennino sin dalle più antiche testimonianze di frequentazione umana, il Museo è nato per raccogliere e rendere accessibili al pubblico i materiali archeologici e i corredi funerari venuti in luce a partire dagli anni ’70, grazie alle ricerche su Monte Bibele.
Nel 1991 nasce presso la sede del Gruppo Speleologico Bolognese, nel Cassero di Porta Lame, il Museo speleologico Luigi Fantini, riconosciuto dall’IBACN e dalla provincia di Bologna, presso il quale troverà posto la biblioteca speleologica L.Fantini che raccoglie oltre 8000 volumi, riguardanti la speleologia. Molteplici esemplari di cristallizzazioni e minerali di grotta, affiancano alcuni strumenti utilizzati dagli speleologi bolognesi nel passato. L’area museale racconta il carsismo in Emilia-Romagna e la storia della speleologia bolognese.

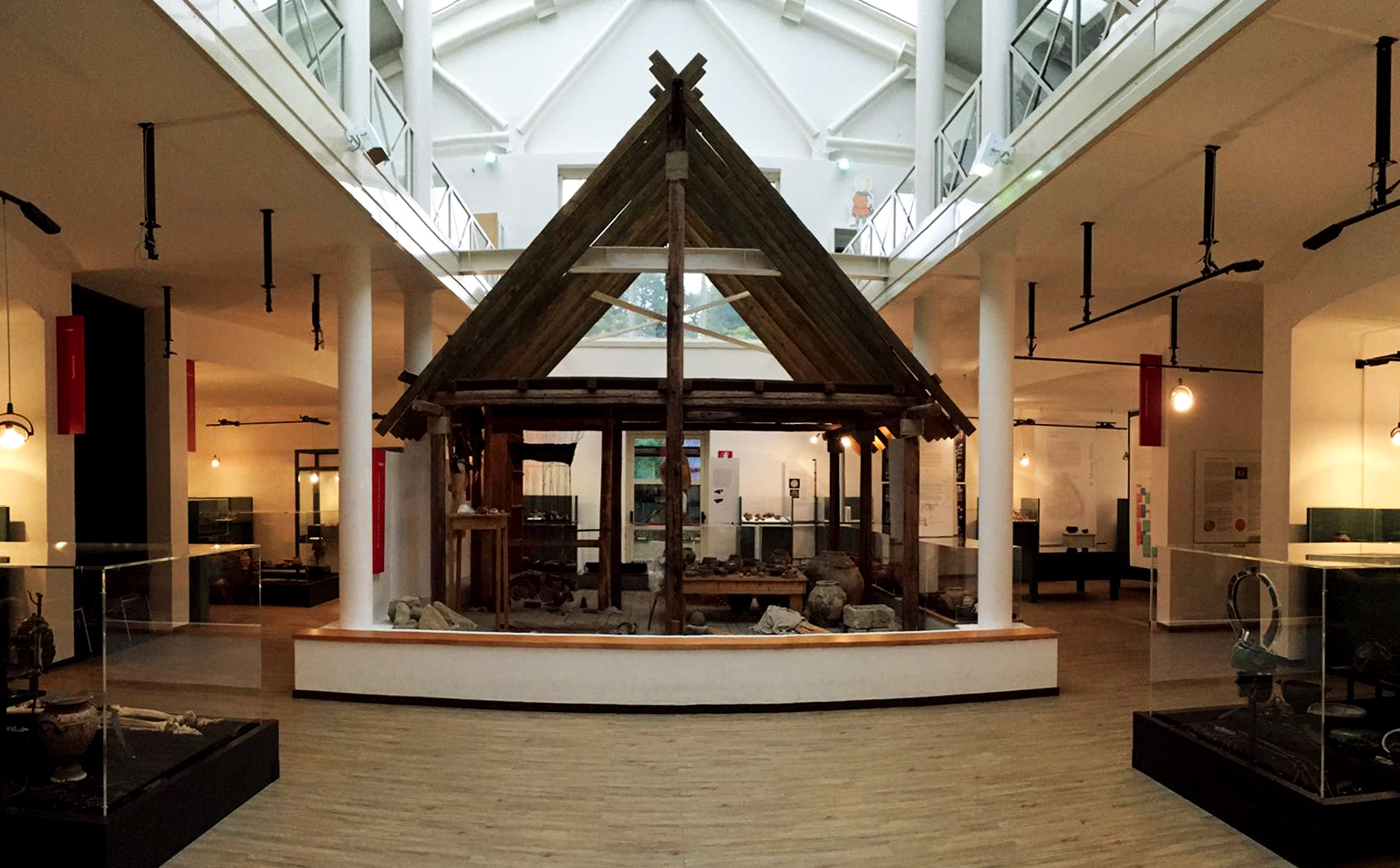
Interno del Museo archeologico Luigi Fantini di Monterenzio

Nel 2008, nella piccola frazione di Tazzola di Pianoro, ai piedi del Monte delle Formiche, nasce il Museo dei botroidi di Luigi Fantini. Curato dall’Associazione Parco Museale della Val di Zena, con un singolare percorso espositivo, l’area museale racconta con metodi innovativi e inclusivi gli aspetti geologici più interessanti della Val di Zena. Il museo ospita una vasta collezione di botroidi: particolari forme di sabbie conglomerate dalle forme bizzarre, che Fantini raccoglieva nella collina bolognese.
Nel 2020 è stato inaugurato il percorso escursionistico intitolato “Via del Fantini” progettato dall’Associazione Parco Museale della Val di Zena. L’itinerario culturale parte dal Museo della preistoria Luigi Donini a San Lazzaro di Savena, attraversa tutta la vallata del torrente Zena e arriva fino all’area archeologica di Monte Bibele. Questa proposta di turismo lento e sostenibile permette di conoscere luoghi rilevanti dal punto di vista paesaggistico, geologico, archeologico, artistico, storico e ambientale. Dietro ognuno di questi aspetti della Val di Zena c’è l’importante lavoro di ricerca e di documentazione di Luigi Fantini.

## Onorificenze
- Medaglia di bronzo - Medaglia ai benemeriti della cultura e dell'arte - Ministero della Pubblica Istruzione
- Medaglia d'oro per l'assidua opera svolta a servizio della cittadinanza - Comune di Bologna

## Opere principali
Luigi Fantini ci ha lasciato 36 pubblicazioni, tra articoli, saggi. A seguito sono elencate alcune opere fondamentali:
- Luigi Fantini, Le Grotte Bolognesi, Bologna, Grafiche combattenti, 1934.
- Luigi Fantini, Antichi edifici della montagna bolognese, 2 voll., Bologna, Alfa, 1971-1972.
- Luigi Fantini, I nostri calanchi: un mondo da tutelare, in Bologna incontri. Mensile dell'Ente provinciale per il turismo di Bologna, n. 4, 1974,  pp. 24-25.
- Luigi Fantini, Scritti vari sull'Appennino bolognese, Sala Bolognese, Arnaldo Forni Editore, 1956, ISBN 88-271-2698-8.

### Video
- Claudio Busi e Giuseppe Rivalta, Luigi Fantini. Una vita per la ricerca, Bologna, a cura del Gruppo speleologico bolognese e dell'Unione speleologica bolognese, 2014 (DVD)